# 纳塔利娅·瓦列里耶芙娜·波波娃
纳塔利娅·瓦列里耶芙娜·波波娃（俄语：Наталья Валерьевна Попова，1976年11月28日—）是一位白俄罗斯国际象棋棋手，于1999年被授予女子国际大师。她曾代表白俄罗斯五次参加女子国际象棋奥林匹克比赛。